# Centre d’Art Andorra la Vella
El Centre d’Art Andorra la Vella és un centre cultural ubicat al Parc Central d'Andorra la Vella, a Andorra. Disposa d'una Sala d'exposicions i és gestionat pel Ministeri de Cultura i esports d'Andorra.

## Història
Es tracta d'un centre de propietat comunal. Està ubicat en un edifici que anteriorment havia acollit La Central, l’espai comunal de Joventut. Durant el 2021 es van fer unes obres de remodelació per adequar-lo com a centre cultural, que van tenir un cost per al Comú de 689.927 euros.
El febrer de 2022 fou cedit al Govern d'Andorra per un període de quatre anys prorrogables, en un acte que va comptar amb la presència de la cònsol major, Conxita Marsol, i el cap de Govern, Xavier Espot, la Síndica General, Roser Suñé i la ministra de Cultura i Esports, Sílvia Riva.
L'espai va substituir l'antiga sala d'exposicions del Govern que estava ubicada a l'antiga caserna dels Bombers i també a l'ArtalRoc d'Escaldes.
A finals de març de 2022 es va realitzar la primera exposició a la Sala d'exposicions, una exposició monogràfica de l'artista andorrana Judit Gaset. Des de llavors s'han mostrat obres d'artistes com Fiona Morrison, Martín Blanco i Javier Balmaseda i exposicions d'artistes com Victor Vasarely.

## Edifici
L'edifici tenir una superfície diàfana de 407 metres quadrats. El projecte de rehabilitació com a centre d'art va anar a càrrec de l'arquitecte Marc Monegal.

### Passeig d'art
Al Parc on es troba l'edifici hi ha diverses escultures, com la Cadireta, de Rafael Contreras; un bust de José Rizal de l’escultor Àngel Calvente en homenatge a la comunitat filipina, i escultures de Nerea Aixàs i Emma Regada.